# Oleksandr Shtupun
Oleksandr Shtupun es un militar ucraniano que actualmente cumple el rol de portavoz del Estado Mayor General de las Fuerzas Armadas de Ucrania, es quien a diario da el informe de la guerra sobre el conflicto de invasión rusa de Ucrania.
Diversos medios de comunicación y en redes sociales se le ha denominado con el pronombre de "El Rambo ucraniano".